# Morris worm

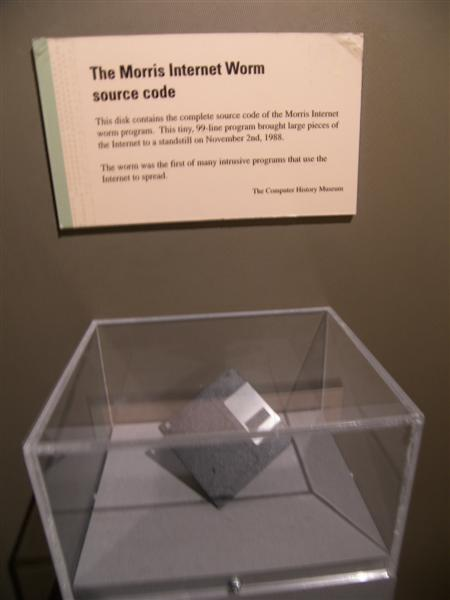
Museu da Ciência - Morris Internet Worm

O Morris worm ou Internet worm foi um dos primeiros worms distribuídos pela Internet; trata-se também do primeiro worm a receber atenção da mídia. Ele foi escrito por Robert Tappan Morris, estudante da Cornell University e para despistar sua origem, foi disseminado a partir do MIT em 2 de Novembro de 1988. Hoje, Robert Morris é professor do MIT.

## Arquitetura
Um amigo de Morris disse que ele criou o verme simplesmente para ver se isso poderia ser feito, e foi liberado do Instituto de Tecnologia de Massachusetts (MIT) na esperança de sugerir que seu criador estudasse lá, em vez de Cornell.  O criador do verme, Robert Tappan Morris, é filho do criptógrafo Robert Morris, que trabalhava na NSA na época. Robert Tappan Morris mais tarde tornou-se professor titular no MIT em 2006.
O worm explorou várias vulnerabilidades de sistemas visados, incluindo:
- Um buraco no modo de depuração do programa Unix sendmail
- Um estouro de buffer ou orifício de saturação no serviço de rede de dedo
- A confiança transitiva habilitada por pessoas que configuram logins de rede sem requisitos de senha via execução remota (rexec) com Remote Shell (rsh), denominada rexec/rsh

O worm explorou senhas fracas. As explorações de Morris tornaram-se geralmente obsoletas devido ao descomissionamento do rsh (normalmente desativado em redes não confiáveis), correções para sendmail e finger, filtragem de rede generalizada e melhor conscientização de senhas fracas.
Embora Morris tenha dito que não pretendia que o verme fosse ativamente destrutivo, em vez disso, procurando apenas destacar as fraquezas presentes em muitas redes da época, uma consequência da codificação de Morris resultou no verme ser mais prejudicial e espalhável do que o planejado originalmente. Ele foi inicialmente programado para verificar cada computador para determinar se a infecção já estava presente, mas Morris acreditava que alguns administradores de sistema poderiam combater isso instruindo o computador a relatar um falso positivo. Em vez disso, ele programou o worm para copiar a si mesmo 14% do tempo, independentemente do status da infecção no computador. Isso resultou em um computador potencialmente sendo infectado várias vezes, com cada infecção adicional retardando a máquina para a inutilização. Isso teve o mesmo efeito de uma bomba de garfo, e travou o computador várias vezes.
O corpo principal do worm só pode infectar máquinas DEC VAX executando 4BSD, juntamente com sistemas Sun-3. Um componente portátil C "grappling hook" do worm foi usado para baixar as partes principais do corpo, e o grappling hook é executado em outros sistemas, carregando-os para baixo e tornando-os vítimas periféricos.

## Taxa de replicação
A codificação de Morris instruindo o worm a se replicar independentemente do status de infecção relatado de um computador, transformou o worm de um exercício intelectual e de computação potencialmente inofensivo em um ataque viral de negação de serviço. A inclusão de Morris da taxa de cópia dentro do worm foi inspirada no mantra de Michael Rabin de randomização.
O nível de replicação resultante provou ser excessivo, com o worm se espalhando rapidamente, infectando alguns computadores várias vezes. Rabin acabaria por comentar que Morris "deveria ter tentado em um simulador primeiro".